# Braddock: Missing in Action III
Braddock: Missing in Action III is een Amerikaanse actiefilm uit 1988 onder regie van Aaron Norris, met Chuck Norris in de hoofdrol. De film is het vervolg op Missing in Action en de  prequel Missing in Action 2: The Beginning. Het is de derde en laatste Missing in Action-film.

## Verhaal
Twaalf jaar zijn verstreken sinds het einde van de Vietnamoorlog. Via een dominee verneemt kolonel James Braddock dat zijn vrouw, van wie hij dacht dat ze was gestorven sinds het einde van de oorlog, nog leeft en dat zij ook nog een zoon hebben. Braddock keert terug naar Vietnam om hen te zoeken.

## Rolverdeling
- Chuck Norris - Colonel James Braddock
- Aki Aleong - General Quoc
- Roland Harrah III - Van Tan Cang
- Miki Kim - Lin Tan Cang
- Yehuda Efroni - Reverend Polanski
- Ron Barker - Mik
- Floyd Levine - General Duncan
- Jack Rader - Littlejohn
- Keith David - Embassy Gate Captain